# Hyphaenia aenea
Hyphaenia aenea is een keversoort uit de familie bladkevers (Chrysomelidae). De wetenschappelijke naam van de soort werd in 1936 gepubliceerd door Laboissiere.